# Le Pin (Calvados)
Le Pin é uma comuna francesa na região administrativa da Normandia, no departamento de Calvados. Estende-se por uma área de 11,53 km². Em 2010 a comuna tinha 834 habitantes (densidade: 72,3 hab./km²).